# Spreg sila
Spreg sila ili par sila predstavlja dvije sile F i –F međusobno paralelne, suprotno usmjerene, jednake po vrijednosti i s razmakom između hvatišta. Rezultanta tih dviju sila jednaka je nuli, a njihov moment (moment sprega) oko bilo koje točke iznosi:
{\displaystyle M=F\cdot d\,}
gdje je:
{\displaystyle M} - spreg sila,
{\displaystyle F} - veličina sila koje čine spreg,
{\displaystyle d} - međusobna udaljenost pravaca djelovanja sila, ili krak sila.
Prikazan vektorom, moment sprega okomit je na ravninu u kojoj leže sile (ravnina sprega). Djelovanjem sprega na kruto tijelo ne može se postići njegova translacija, nego samo vrtnja (rotacija) oko bilo koje osi okomite na ravninu sprega. U vektorskom je prikazu moment sprega slobodan vektor. Njegov pravac može se slobodno paralelno pomicati u prostoru ne mijenjajući smjer, a posljedično je djelovanje na kruto tijelo uvijek isto.